# Reimnitzia
Reimnitzia är ett släkte av lavar. Reimnitzia ingår i familjen Thelotremataceae, ordningen Ostropales, klassen Lecanoromycetes, divisionen sporsäcksvampar och riket svampar.
|            | Thelotrema                             |
|            |                                        |
|            | Ocellularia                            |
|            |                                        |
|            | Myriotrema                             |
|            |                                        |
|            | Topeliopsis                            |
|            |                                        |
|            | Chroodiscus                            |
|            |                                        |
|            | Stegobolus                             |
|            |                                        |
|            | Leptotrema                             |
|            |                                        |
|            | Fibrillithecis                         |
|            |                                        |
|            | Chapsa                                 |
|            |                                        |
|            | Leucodecton                            |
|            |                                        |
|            | Platygrapha                            |
|            |                                        |
|            | Rhabdodiscus                           |
|            |                                        |
|            | Diploschistes                          |
|            |                                        |
|            | Ampliotrema                            |
|            |                                        |
|            | Redingeria                             |
|            |                                        |
|            | Melanotrema                            |
|            |                                        |
|            | Melanotopelia                          |
|            |                                        |
| Reimnitzia | \| \| Reimnitzia santensis \| \| \| \| |
|            | \| \| Reimnitzia santensis \| \| \| \| |
|            | Tremotylium                            |
|            |                                        |
|            | Nadvornikia                            |
|            |                                        |
|            | Reimnitzia santensis                   |
|            |                                        |

|  | Reimnitzia santensis |
|  |                      |